# Agha dei Giannizzeri

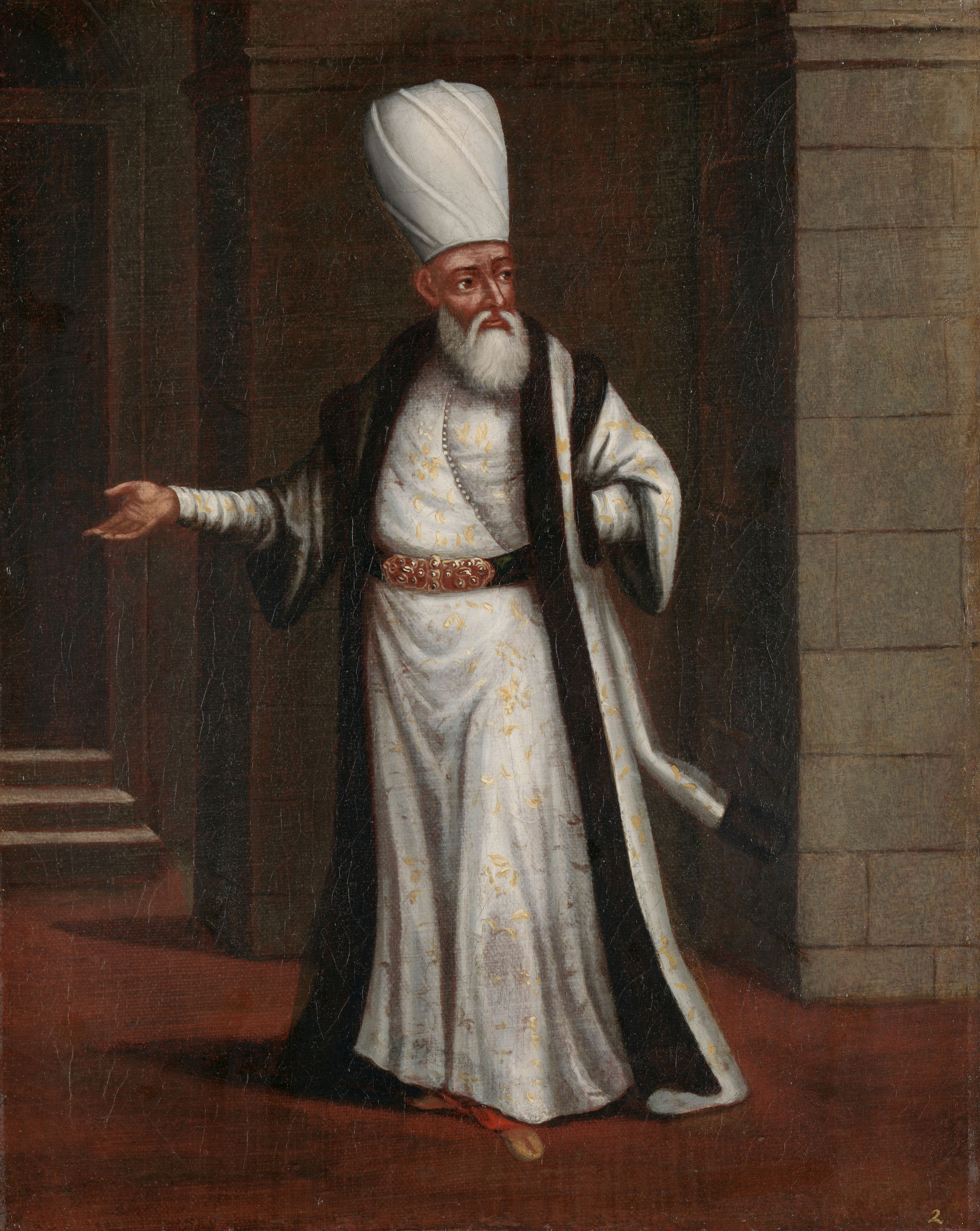
Rappresentazione del XVIII secolo di un Agha dei Giannizzeri

L'Agha dei Giannizzeri  (in turco Yeniçeri ağası) era un alto ufficiale militare e cortigiano ottomano e il comandante del corpo dei Giannizzeri. Oltre al comandante generale di tutto il corpo, il titolo di "Agha dei giannizzeri" era anche a carico del comandante di un presidio provinciale di giannizzeri.

## Nomina e compiti
L'Agha veniva scelto dal sultano ottomano, ma non era necessariamente lui stesso un giannizzero. Per assicurarsi la lealtà spesso incerta del corpo, Bayezid II (r. 1481-1512) interruppe la pratica di nominare il sekban-bashi (il comandante dei reggimenti dei sekban) e invece per questa posizione nominò un membro della sua famiglia. Allo stesso tempo, Bayezid fondò i reggimenti di Ağa Bölükleri ("Truppe dell'Agha"), inizialmente come seguito personale dell'Agha e mezzo per controllare il corpo; alla fine essi divennero unità ordinarie dei Giannizzeri. Alla fine del XVI secolo c'erano 61 reggimenti di Ağa Bölükleri.
Fintanto che esistette il sistema del Devshirme, l'Agha era responsabile del controllo dei nuovi ragazzi assunti all'arrivo a Istanbul, e indagava su falsificazioni o persone scomparse; i suoi subordinati quindi esaminavano i ragazzi e li assegnavano al servizio del palazzo o al corpo dei Giannizzeri stesso. Dall'inizio del XVII secolo il ruolo politico dei giannizzeri aumentò gradualmente; a causa di ciò, dal 1641 gli Agha furono nuovamente nominati dal corpo dei giannizzeri. Contrariamente alla diffusa percezione moderna del corpo dei Giannizzeri come entità monolitica e rigidamente organizzata, i singoli reggimenti (orta) non erano solo l'unità primaria dell'organizzazione, ma anche il centro dello spirito e della lealtà del corpo stesso. Fatta eccezione per il comandante (çorbacı o bölük ağa), tutti gli ufficiali all'interno di ciascuna orta venivano scelti e selezionati esclusivamente fra i membri dello stesso reggimento in base all'anzianità o al merito. Pertanto, anche se gli Agha dei giannizzeri potevano e facevano nominare loro protégės e aiutanti fidati ai comandi e quindi avevano una certa influenza all'interno dei singoli reggimenti, la loro capacità di esercitare un controllo diretto era limitata. Inoltre, dal momento che l'Agha era assistito solo da alcuni funzionari civili, al corpo mancava uno staff militare dedicato. Questo non fu un problema fintanto che i giannizzeri rimasero una piccola forza di circa 1.000 uomini, ma impedì qualsiasi controllo operativo efficace una volta che nel corso del XVI e XVII secolo il corpo crebbe sino a 15.000 e più effettivi. Le durate del mandato degli Agha, solitamente brevi, contribuirono ulteriormente alla loro mancanza di controllo sul corpo.
L'Agha dei giannizzeri aveva una sua residenza, la cosiddetta "Porta dell'Agha" (ağa kapısı) vicino alla Moschea Suleymaniye, con vista sul Corno d'oro. Come membro anziano della corte, con il diritto a chiedere un'udienza diretta e privata con il sultano, l'Agha era una figura molto influente nella politica ottomana e uno dei più stretti consiglieri del sultano. Insieme al Gran Visir, l'Agha dei giannizzeri era anche responsabile del mantenimento dell'ordine nella capitale ottomana, Istanbul. L'Agha aveva anche importanti funzioni cerimoniali e di protocollo; per esempio, accompagnava il Sultano nelle sue visite cerimoniali alle moschee della capitale per la preghiera del venerdì. Quando l'Agha era assente per una guerra, i suoi compiti erano espletati dal suo vice, il sekban-bashi, il comandante dei 34 reggimenti dei sekban, che rimasero sempre come presidio della capitale. Durante le operazioni militari, l'Agha era preceduto da uno stendardo bianco a coda di cavallo (tugh), e i suoi addetti avevano le code delle loro vesti infilate nei reggicalze. Nel XVI secolo, l'Agha dei giannizzeri era uno dei quindici "Agha della staffa" (Üzengi ağası), dirigenti di spicco della famiglia del Sultano che secondo la legge si qualificavano per la successiva nomina a governatori provinciali.
La carica di Agha dei Giannizzeri fu abolita in seguito agli avvenimenti del 15 giugno 1826 (il cosiddetto "Incidente di buon auspicio"), quando il corpo dei Giannizzeri fu distrutto da Mahmud II (r. 1808-39).